# تريستان بوين
تريستان بوين (بالإنجليزية: Tristan Bowen)‏ (30 يناير 1991 بفان نويس في الولايات المتحدة - ) هو لاعب كرة قدم أمريكي في مركز الهجوم. شارك مع منتخب الولايات المتحدة تحت 18 سنة لكرة القدم ومنتخب الولايات المتحدة تحت 20 سنة لكرة القدم. أما مع النوادي، فقد لعب مع سياتل ساوندرز وكووبيون بالوسيورا ولوس أنجلوس غلاكسي ونادي شيفاز يو إس أي ونيو إنجلاند ريفولوشن وK.S.V. Roeselare ‏ وSan Fernando Valley Quakes ‏ وHollywood United Hitmen ‏ وFort Lauderdale Strikers (2006–2016) ‏.

## وصلات خارجية
- تريستان بوين على موقع الدوري الأمريكي (الإنجليزية)
- تريستان بوين على موقع قاعدة بيانات كرة القدم.إي يو (الإنجليزية)
- تريستان بوين على موقع Soccerway.com (الإنجليزية)